# 里斯帕克
里斯帕克（法語：Riespach，发音：[ʁispak] 或 [ʁispax]）是法国上莱茵省的一个市镇，属于阿尔特基什区（Altkirch）和阿尔特基什县（Altkirch）。该市镇总面积7.57平方公里，2009年时的人口为723人。

## 人口

里斯帕克人口变化图示